# Henri Robillot
Pour l’article homonyme, voir Robillot.
Henri Robillot, né Henri Marie Pie Robillot, le 29 avril 1917 dans le 8ème arrondissement de Paris et mort le 12 janvier 2009 à Fontainebleau, est un traducteur français.

## Biographie
Il est l'auteur d'une importante œuvre de traduction en langue française de nombreux romanciers des littératures américaine et anglo-saxonne, tout particulièrement ceux attachés au genre du roman noir, mais aussi à la science-fiction. Il compte parmi les membres fondateurs du Collège de 'Pataphysique.
À la fin des années 1940 un lien éphémère est supposé avec Aniouta Pitoëff, fille de Georges Pitoëff.
Sa femme, Janine Hérisson, également traductrice, est morte le 17 mars 2014.
Il avait traduit avec elle, notamment, Raymond Chandler et Dashiell Hammett pour la Série noire. Ils avaient également traduit, tous les deux, l'ouvrage de Lauren Bacall, By Myself.

## Principales traductions

### Roman noir et littérature américaine
On peut citer, parmi ses traductions les plus connues, les ouvrages suivants :
- Fahrenheit 451 de Ray Bradbury
- The Maltese Falcon (Le Faucon maltais) et autres œuvres de Dashiell Hammett
- The Long Goodbye et autres œuvres de Raymond Chandler
- In a Vain Shadow (L'Abominable Pardessus) de James Hadley Chase.
- The Fifth Column and the First Forty-Nine Stories (Paradis perdu) de Ernest Hemingway
- Music for Chameleons (Musique pour caméléons) de Truman Capote
- Street of No Return (Sans espoir de retour) de David Goodis.
- Portnoy's complaint (Portnoy et son complexe) de Philip Roth.

### Science-fiction
Dans le domaine de la science-fiction, il va traduire des œuvres majeures de Ray Bradbury pour la célèbre collection Présence du futur :
- Chroniques Martiennes (Martian Chronicles), 1950, Denoël, coll. Présence du futur, no 1.
- Fahrenheit 451, (Fahrenheit 451), 1955, Denoël, coll. Présence du futur.

Nouvelles :
- À travers les Airs Juin 2003, dans l'anthologie Univers de la science-fiction parue en 1957.
- Le Terrain de jeux (The Playground) et Mañana (And the Rock Cried Out), dans le recueil Un dimanche tant bien que mal, 1979, Denoël, coll. Présence du Futur.

## Activités pataphysiques
Membre fondateur, en 1948, du Collège de 'Pataphysique, aux côtés d'Irénée-Louis Sandomir, Henri Robillot est élevé la même année à la dignité de Provéditeur du Collège de 'Pataphysique.
Il signe en 1958 pour les  publications du Collège de 'Pataphysique, une traduction des Paraboles de Sedulius Ersatzmann, parue dans la collection Traïtres Mots.